# Resistenza vascolare
La resistenza vascolare è la resistenza al flusso che deve essere superata per spingere il sangue nel sistema circolatorio. Le resistenze offerte dalla circolazione periferica sono note come resistenze vascolari sistemiche (RVS), mentre le resistenze offerte dalla circolazione polmonare sono definite resistenze vascolari polmonari (RVP). Le resistenze vascolari sistemiche possono anche essere indicate come resistenze periferiche totali. La vasocostrizione, cioè la diminuzione del diametro del vaso sanguigno aumenta le RVS, al contrario la vasodilatazione periferica aumento di diametro dei vasi e diminuisce le resistenze vascolari.
L'unità di misura delle resistenze vascolari sono il dyn·s·cm-5, secondo la legge di Pascal per metro cubo (Pa·s/m³) o, per la facilità di ricavarle dalla pressione arteriosa misurata in mmHg e la gittata cardiaca misurata in l/min, può essere valutata in mmHg·min/l. Questo è numericamente equivalente a unità di misure ibride di riferimento (definite in inglese hybrid reference units o HRU), noto anche come Wood units spesso utilizzati dai cardiologi pediatri. Per convertire da Wood units a MPa·s/m3 è necessario moltiplicare per 8 oppure utilizzando il dyn·s·cm-5 si deve moltiplicare per 80.
| Misurazioni                     | Range di riferimento | Range di riferimento | Range di riferimento         |
| Misurazioni                     | dyn·s/cm5            | MPa·s/m3             | mmHg·min/l or HRU/Wood units |
| ------------------------------- | -------------------- | -------------------- | ---------------------------- |
| Resistenze vascolari sistemiche | 700–1600             | 70–160               | 9–20                         |
| Resistenze vascolari polmonari  | 20–130               | 2–13                 | 0.25–1.6                     |

## Resistenze vascolari coronariche
La regolazione del tono nelle arterie coronarie è un argomento complesso: vi sono diversi meccanismi che regolano il tono vascolare coronarico, incluse le richieste metaboliche, come in caso di ipossiemia, il controllo neurologico e dei fattori endoteliali, come l'endotelina. Il controllo metabolico locale, in base alla domanda, è il più importante dei meccanismi di controllo: la diminuzione del contenuto di ossigeno e il maggiore contenuto di anidride carbonica agiscono come vasodilatatori.
L'acidosi metabolica agisce come vasodilatatore coronarico diretto e potenzia anche le azioni dell'adenosina.